# Niederkirchen (Ortsbezirk)
Niederkirchen ist der namensgebende Ortsteil und ein Ortsbezirk der Ortsgemeinde Niederkirchen in der Verbandsgemeinde Otterbach-Otterberg im Landkreis Kaiserslautern in Rheinland-Pfalz.

## Geographie
Niederkirchen liegt im Nordpfälzer Bergland. Durch den Ortsteil fließt in nördliche Richtung der Odenbach, ein Nebengewässer der Glan. Im Siedlungsgebiet münden von links der Weilerbach sowie von rechts der Steinbach in den Odenbach.
Zum Ortsbezirk Niederkirchen gehört auch der Wohnplatz Bügenmühlerhof.
An die Gemarkung des Ortsbezirks Niederkirchen grenzen die Ortsgemeinden Seelen und Reichsthal im Nordosten (beide bereits zum Donnersbergkreis gehörig), die anderen drei Niederkirchener Ortsbezirke Heimkirchen im Osten, Wörsbach im Südwesten und Morbach im Westen sowie die Ortsgemeinde Kreimbach-Kaulbach im Südwesten, die Stadt Wolfstein im Westen, die Ortsgemeinden Relsberg und Hefersweiler im Nordwesten (die vier Letztgenannten gehören bereits zum Landkreis Kusel).

## Politik

### Ortsbezirk
Niederkirchen ist gemäß Hauptsatzung einer von vier Ortsbezirken der Ortsgemeinde Niederkirchen. Der Bezirk umfasst das Gebiet der ehemaligen Gemeinde vor der 1969 erfolgten Eingemeindung von Heimkirchen, Morbach und Wörsbach, welche die anderen drei Ortsbezirke bilden. Niederkirchen wird durch einen Ortsbeirat und einem Ortsvorsteher politisch vertreten.

### Ortsbeirat
Der Ortsbeirat besteht aus acht Mitgliedern (ein weiterer Sitz blieb unbesetzt), die bei der Kommunalwahl am 9. Juni 2024 in einer personalisierten Verhältniswahl gewählt wurden, und dem ehrenamtlichen Ortsvorsteher als Vorsitzendem.
Die Sitzverteilung im Ortsbeirat:
| Wahl | SPD | CDU | FWG | Gesamt  |
| ---- | --- | --- | --- | ------- |
| 2024 | 5   | −   | 3   | 8 Sitze |
| 2019 | 6   | −   | 3   | 9 Sitze |
| 2014 | 6   | 1   | 2   | 9 Sitze |
| 2009 | 5   | 1   | 3   | 9 Sitze |

- FWG = Freie Wählergruppe Niederkirchen e. V.

### Ortsvorsteher
Carsten Gehm (SPD) wurde am 2. November 2021 Ortsvorsteher von Niederkirchen. Da für eine am 14. November 2021 geplanten Direktwahl kein Wahlvorschlag eingereicht wurde, oblag die Neuwahl des Ortsvorstehers gemäß rheinland-pfälzischer Gemeindeordnung dem Ortsbeirat, der sich einstimmig für Gehm aussprach. Bei der Direktwahl am 9. Juni 2024 wurde Carsten Gehm als einziger Bewerber mit einem Stimmenanteil von 68,38 % für weitere fünf Jahre in seinem Amt bestätigt.
Gehms Vorgänger Henry Dinkat (SPD), bei der Direktwahl am 26. Mai 2019 mit 86,96 % gewählt, hatte sein Amt zum 31. August 2021 vorzeitig niedergelegt. Bis zu seinem Tod im Mai 2017 war Horst Frank Ortsvorsteher von Niederkirchen.

## Verkehr
Niederkirchen liegt an der Landesstraße 382, die im Ortsteil von der Kreisstraße 31 gekreuzt wird. 